# Jolanta Róża Kozłowska

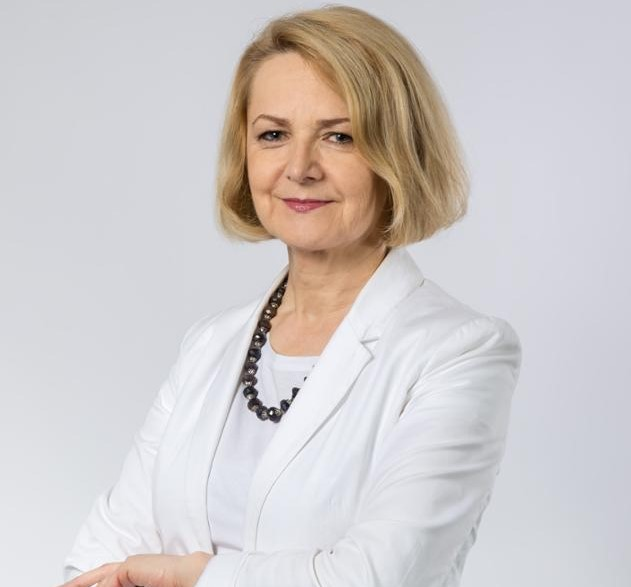
Jolanta Róża Kozłowska

Jolanta Róża Kozłowska (* 21. April 1957 in Zawichost) ist eine polnische Diplomatin.

## Leben
Im Jahre 1980 wurde Kozłowska vor dem großen Arbeiterstreik in Polen – als Kämpferin der demokratischen Oppositionsbewegung – zweimal verhaftet. 
Sie studierte Musikerziehung an der Maria-Curie-Skłodowska-Universität in Lublin und schloss als Magister ab. Sie studierte auch das Hauptfach Ethnologie mit Nebenfächern Musikwissenschaften und Geschichte an der Albert-Ludwigs-Universität Freiburg und schloss 1992 mit der Magisterarbeit über das Werk des polnischen Ethnographen Wacław Sieroszewski ab.
Im Jahr 1994 wurde sie vom polnischen Außenministerium als Vizekonsulin nach München entsandt, von 1998 bis 2002 als Generalkonsulin. Von 2009 bis 2013 sie war die Generalkonsulin in Köln. Nach Polen zurückgekehrt, wurde sie 2014 im Amt des Marschalls der Woiwodschaft Karpatenvorland als Beraterin für Außenbeziehungen angestellt. Seit 30. September 2017 bis 30. September 2022 fungierte Kozłowska als polnische Botschafterin in Österreich.

## Auszeichnungen
- Großes Goldenes Ehrenzeichen am Bande für Verdienste um die Republik Österreich (2022)[4]